# X-Division
X-Division ist ein risikoreicher, akrobatischer Wrestlingstil. Der Begriff stammt von Total Nonstop Action Wrestling und beschreibt die für Cruiserweight Wrestler (bis ca. 100 kg) typischen Ringaktionen.  Dieser Stil war auch schon prägend für die Leichtgewichte von Extreme Championship Wrestling, World Championship Wrestling und World Wrestling Entertainment. Die X-Division Championship hat im Unterschied zu den klassischen Cruiserweight-Titeln keine Gewichtsbegrenzung. Antreten um den Titel darf jeder, der diesen Wrestlingstil vertritt, unabhängig von Größen- oder Gewichtsangaben. Der Kommentator von TNA Wrestling, Mike Tenay, fasste dies in der Debütshow folgendermaßen zusammen: „It's not about weight limits, it's about no limits“ (Entscheidend sind nicht die Gewichtsgrenzen, entscheidend sind keinerlei Grenzen).
Insbesondere, da Total Nonstop Action Wrestling in seiner Anfangszeit Teil der National Wrestling Alliance war, wurde eine Championship für diesen Wrestlingstil von einigen anderen kleineren NWA-Mitgliedsligen in ihr Programm übernommen.

## X-Division Championship Titel
- TNA X Division Championship
- NWA Cyberspace Cruiser X Championship
- NWA Florida X-Division Championship
- NWA New England X-Division Championship
- NWA Midwest X-Division Championship